# 大台南公車橘13線
大台南公車橘13線為大台南公車第131條路線，亦為全市第15條橘支線，由漢程客運營運。本路線以臺南轉運站為起點，麻豆轉運站為訖點。

## 歷史
- 2022年4月20日：橘13線（臺南轉運站－麻豆轉運站）於麻豆轉運站舉行啟航典禮，並正式上路營運。[4][5]
- 2023年1月31日：原「榮民醫院」更名為「高雄榮總臺南分院（小東路）」。
- 2024年8月3日：電動低地板公車（RAC RACE150）18輛陸續上路營運，於8月15日全數投入營運。

## 路線基本資料
- 全程行車里程數：26.1公里。
- 全程行車時間：約40分。
- 行經行政區域：臺南市北區、東區、永康區、麻豆區。
- 主要行駛道路：小東路、復興路、國道一號。

### 收費
里程計費，刷卡前8公里免費，轉乘再優惠9元

### 路線
- 參見右側路線圖。

## 歷史車輛照片集

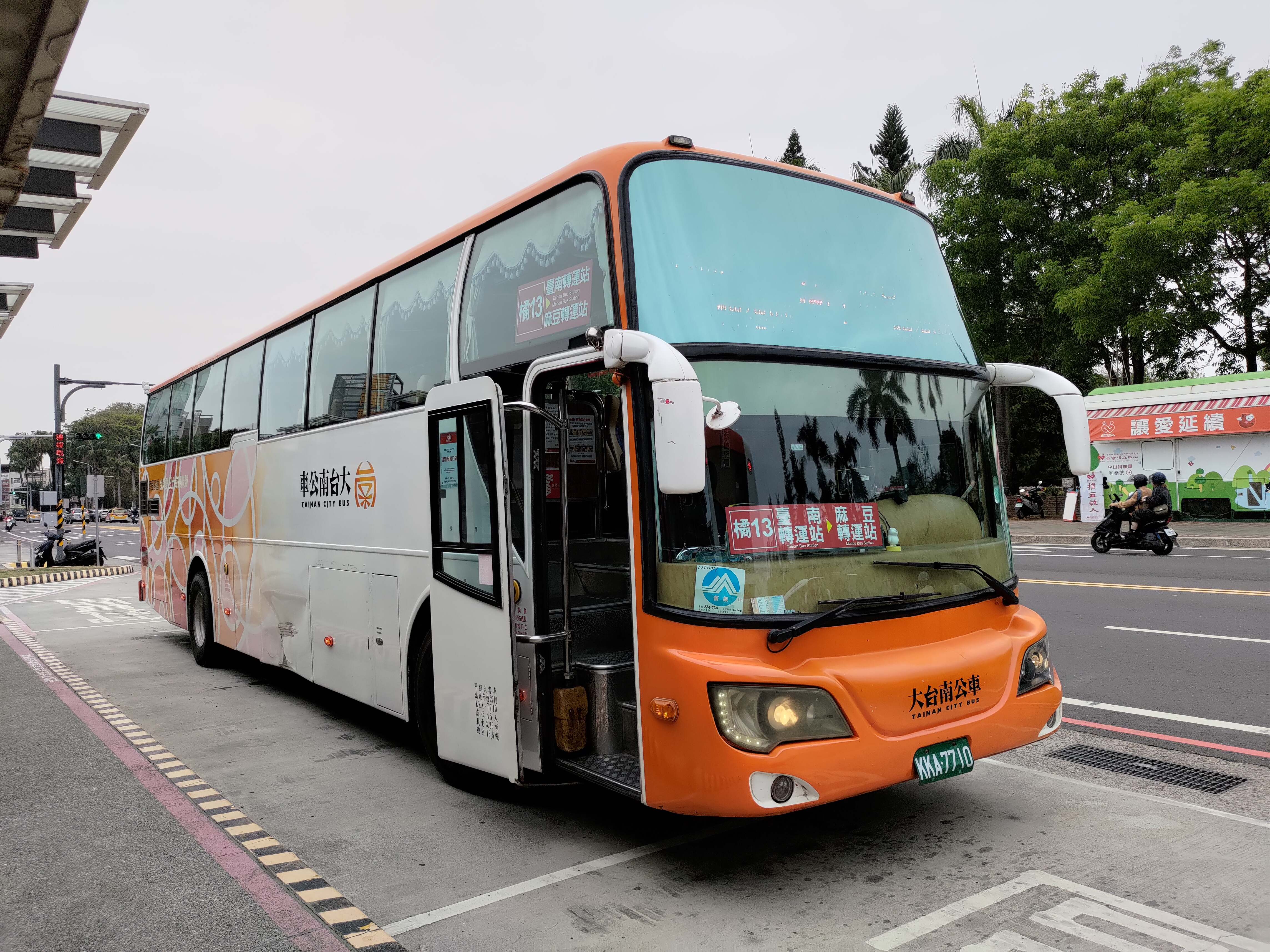
2010年Daewoo FX116 KKA-7710
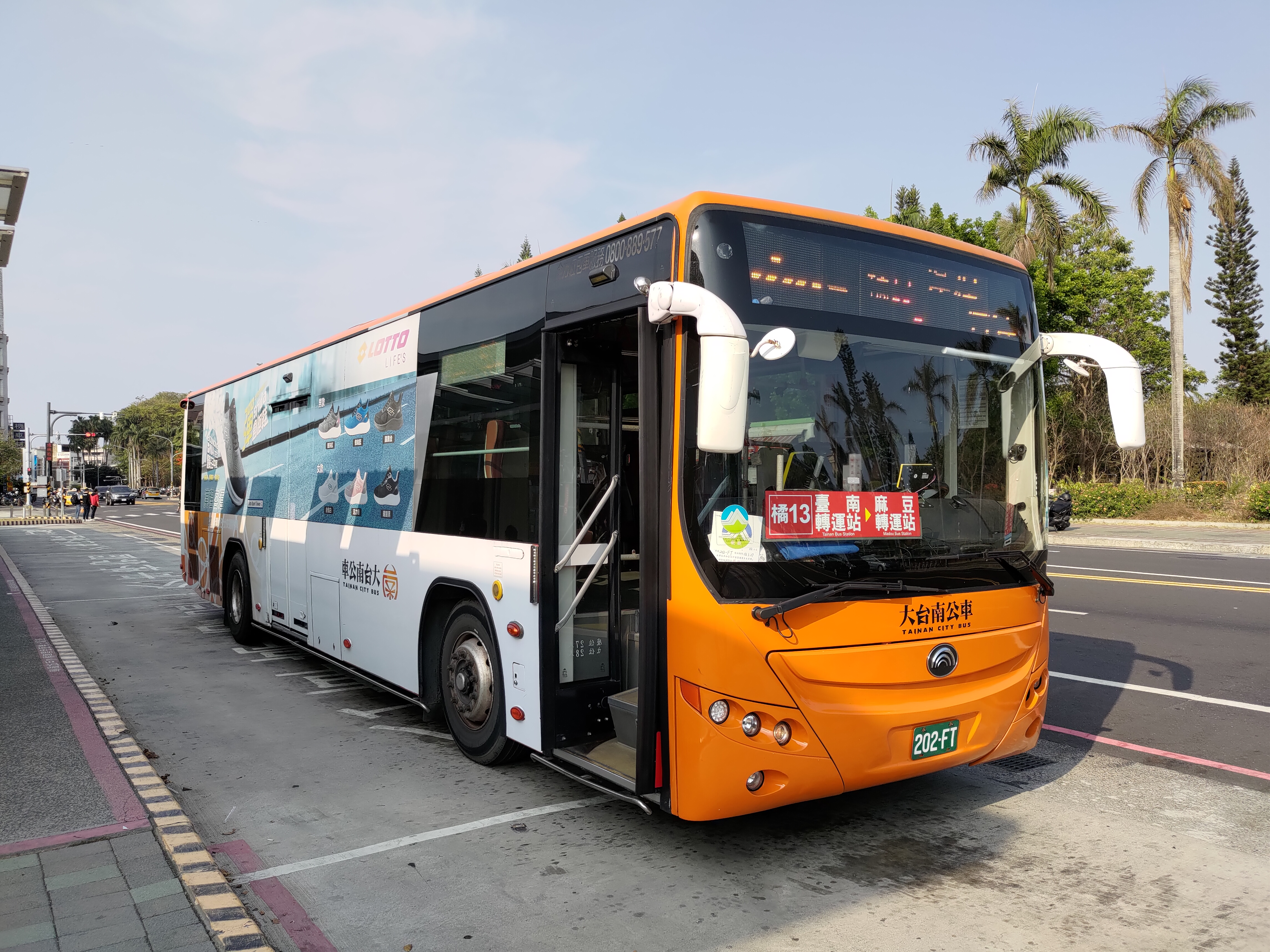
2014年YUTONG ZK6118HGA 202-FT

## 外部連結
- .   [2023-05-14]. （原始内容存档于2022-05-23） （中文（臺灣））.
- . （原始内容存档于2023-05-14） （中文（臺灣））.
- .   [2022-04-20]. （原始内容存档于2017-10-01） （中文（臺灣））.